# Ginger Johnson
George Folunsho „Ginger“ Johnson (1916 – 15. červenec 1975) byl nigerijský perkusista a lídr skupiny Ginger Johnson and His African Messengers. Nahrával také s hudebníky jako jsou Edmundo Ros, The Rolling Stones, Ronnie Scott, Quincy Jones a s mnohými dalšími.

## Životopis
Johnson se narodil v Ijebu Ode v Nigérii. Jeho otec byl jorubského původu a jeho matka byla z Brazílie. Jeho rodiče brzy zemřeli a Johnson byl vychováván svou sestrou. V polovině 30. let se přidal k nigerijskému námořnictvu a v roce 1943 přesídlil do Londýna, aby se dal k britskému obchodnímu námořnictvu. Po druhé světové válce se rozhodl v Londýně zůstat a živit se hudbou.
Od konce 40. let nahrával a vystupoval s africkým perkusistou Ronniem Scottem. V roce 1950 se Johnson stal jako hlavní perkusista členem Edmundo Ros Orchestra a nahrál s nimi několik alb. Také hrál v orchestech vedených Paulem Adamem a Harrym Parrym. Oženil se a založil rodinu. V této době se také stal známým napříč africkou a karibskou komunitou v Anglii. V padesátých letech také nahrál několik desek pro Melodisc Records.
Během 60. let hrál s mnohými jazzovými a rockovými hudebníky tehdejšího „swingujícího Londýna“. Těmito byli například Georgie Fame, Brian Auger, Long John Baldry, Graham Bond, Hawkwind, Genesis nebo Elton John. Založil svoji vlastní kapelu, Ginger Johnson and his African Messengers, a aktivně se účastnil Notting Hill Carnivalu v roce 1966. V březnu 1967 nahrál album African Party (též známé jako Music from Africain). V červenci 1969 hrál s The Rolling Stones v Hyde Parku.
Během své návštěvy v nigerijském Lagosu v roce 1975 se Johnsonovi udělalo nevolno a zemřel zde na infarkt.